# پائولین در ساحل
پائولین در ساحل (فرانسوی: Pauline à la plage‎) یک فیلم فرانسوی در ژانر کمدی-درام به کارگردانی اریک رومر محصول سال ۱۹۸۳ است. از بازیگران آن می‌توان به آریل دومبال، پاسکال گرگوری و فئودور آتکین اشاره کرد. این سومین فیلم از شش‌گانهٔ «کمدی‌ها و ضرب‌المثل‌ها» است که اریک رومر
در دههٔ ۱۹۸۰ ساخت. فیلم خرس نقره‌ای بهترین کارگردانی را در سی‌وسومین دورهٔ جشنواره بین‌المللی فیلم برلین برای رومر به ارمغان آورد.